# Trnovlje pri Socki
Trnovlje pri Socki je naselje v Občini Vojnik.

## Prebivalstvo
Etnična sestava 1991:
- Slovenci: 147 (92,3 %)
- Madžari: 3 (1,9 %)
- Makedonci: 1
- Albanci: 1
- Ostali: 2
- Neznano: 5 (3,1 %)